# Малина (Бургаська область)
Мали́на (болг. Малина) — село в Бургаській області Болгарії. Входить до складу общини Средець.

## Населення
За даними перепису населення 2011 року у селі проживали 93 особи.
Національний склад населення села:
| Національність   | Кількість осіб | Відсоток |
| ---------------- | -------------- | -------- |
| болгари          | 71             | 76,3%    |
| турки            | 21             | 22,6%    |
| цигани           | 0              | 0%       |
| Всього відповіли | 93             |          |

Розподіл населення за віком у 2011 році:
Динаміка населення: